# Una ragione di più/Quando arrivi tu
Una ragione di più/Quando arrivi tu è un singolo di Ornella Vanoni pubblicato nel 1969 dalla Ariston.

## Descrizione
Una ragione di più venne presentato dalla Vanoni nel programma televisivo Senza rete. il brano vede come autori Franco e Mino Reitano per la musica, Franco Califano, Luciano Beretta e la stessa Vanoni, come da lei stessa annunciato prima dell'esibizione, per il testo.
Il brano nel 2010 venne fatto cantare nel serale del programma di Amici di Maria De Filippi alle cantanti italiane Emma Marrone e Loredana Errore.

Quando arrivi tu è un brano musicale presente sul retro del disco. Il brano è stato scritto da Herbert Pagani, Franco Califano e da Rodolfo Grieco.
Il brano è presente insieme a Una ragione di più nell'album Appuntamento con Ornella Vanoni.

## Classifica settimanale[2]
| Classifica (1969) | Posizione | Artista        |
| ----------------- | --------- | -------------- |
| Italia            | 15        | Ornella Vanoni |

## Classifica annuale[3]
| Classifica (1969) | Posizione | Artista        |
| ----------------- | --------- | -------------- |
| Italia            | 72        | Ornella Vanoni |